# Depalpata pridgeoni
Depalpata pridgeoni är en fjärilsart som beskrevs av Talbot och James John Joicey 1922. Depalpata pridgeoni ingår i släktet Depalpata och familjen nattflyn. Inga underarter finns listade i Catalogue of Life.